# Neo Geo
Neo Geo (Nhật: ネオジオ Hepburn: Neojio), cách điệu thành NEO•GEO hoặc NEOGEO, là một hệ máy chơi game sử dụng băng ROM do công ty SNK của Nhật Bản phát hành vào ngày 26 tháng 4 năm 1990. Hệ máy này có cả phiên bản máy thùng đặt ở các khu vui chơi và phiên bản máy chơi game tại nhà.  
Mặc dù được quảng cáo là máy 24-bit, nhưng thực ra Neo Geo chỉ có chip xử lý hình ảnh 24-bit thôi, còn chip xử lý chính thì chỉ 16/32-bit. Dù vậy, khi được phát hành, Neo Geo vẫn là máy chơi game mạnh nhất, mạnh hơn cả các máy chơi game khác và máy thùng của hãng Capcom. Phải 3 năm sau, năm 1993, mới có máy khác mạnh hơn Neo Geo. Dòng máy Neo Geo đã được sản xuất trong 7 năm trước khi nhường chỗ cho Hyper Neo Geo 64. 
Máy thùng Neo Geo MVS cho phép chủ sở hữu lắp đặt nhiều băng game khác nhau trong cùng một tủ máy, giúp tiết kiệm không gian và chi phí. Ban đầu, Neo Geo AES chỉ được cho thuê tại các cửa hàng game ở Nhật Bản do chi phí sản xuất cao. Tuy nhiên, nhờ nhu cầu tăng cao, nó đã được bán ra thị trường với mức giá 649,99 đô la Mỹ (tương đương 139.653 đô la Mỹ vào năm 2022), trở thành máy chơi game gia đình đắt nhất từng được phát hành. Phần cứng của AES giống hệt MVS, cho phép người chơi trải nghiệm game arcade ngay tại nhà. Tuy nhiên, băng game của hai hệ máy này không dùng chung với nhau được do kích thước khác biệt. Năm 1994, SNK ra mắt Neo Geo CD, sử dụng đĩa CD rẻ hơn thay cho băng game.
Neo Geo MVS thành công rực rỡ trong thập niên 90 nhờ giá tủ máy rẻ, nhiều khe cắm băng và kích thước nhỏ gọn. Hệ máy này sở hữu nhiều tựa game đình đám như Fatal Fury, Art of Fighting, Samurai Shodown, World Heroes, The King of Fighters, Twinkle Star Sprites và Metal Slug. Các nhà phát triển tiếp tục cho ra mắt game cho Neo Geo MVS đến tận năm 2004. Nhờ vậy, Neo Geo trở thành máy chơi game thùng có thời gian hỗ trợ lâu nhất mọi thời đại. AES không phổ biến lắm ở Nhật Bản và bán rất chậm ở Mỹ do giá máy và băng game đều cao. Tuy nhiên, nó dần trở thành món đồ được giới sưu tầm săn đón. Trên toàn cầu, đã có 1 triệu máy Neo Geo MVS và 980.000 máy Neo Geo AES và CD được bán ra.

## Lịch sử

### Phát triển

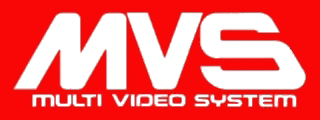
Logo được sử dụng cho MVS (Multi Video System)

Neo Geo được phát triển dựa trên nền tảng máy thùng SNK/Alpha Denshi M68000 cũ hơn, từng được dùng trong game Time Soldiers (1987) và P.O.W.: Prisoners of War (1988). Khác với các máy thùng khác thời đó, SNK/Alpha Denshi sử dụng công nghệ đồ họa tiên tiến hơn. Eiji Fukatsu của Alpha Denshi đã phát triển thêm cho Neo Geo khả năng xử lý hình ảnh mượt mà, dung lượng băng game lớn và âm thanh chất lượng cao. Thông số kỹ thuật cuối cùng của Neo Geo được chốt vào tháng 12 năm 1989.
Cha đẻ của Street Fighter rời Capcom để đến SNK và góp phần tạo ra Neo Geo. Ông đề xuất ý tưởng dùng băng ROM cho máy thùng để giảm giá thành, giúp bán máy ở những thị trường như Trung Quốc, Đông Nam Á... vốn tràn lan game lậu. Nishiyama cũng chính là người tạo ra Fatal Fury, Art of Fighting, The King of Fighters và Metal Slug.

### Phát hành
Ngày 31 tháng 1 năm 1990, Neo Geo lần đầu tiên được giới thiệu tại Osaka, Nhật Bản. SNK đã trưng bày một số trò chơi Neo Geo tại triển lãm Hiệp hội các nhà khai thác máy giải trí Nhật Bản (AOU) vào tháng 2 năm 1990, bao gồm NAM-1975, Magician Lord, Baseball Stars Professional, Top Player's Golf và Riding Hero. Neo Geo sau đó ra mắt thị trường nước ngoài tại Triển lãm Máy Xu Hoa Kỳ (ACME) ở Chicago vào tháng 3 năm 1990, với một số trò chơi được trình diễn. Hệ máy này sau đó được phát hành tại Nhật Bản vào ngày 26 tháng 4 năm 1990. Ban đầu, hệ máy gia đình AES chỉ có sẵn để cho thuê cho các cơ sở thương mại, chẳng hạn như chuỗi khách sạn, quán bar và nhà hàng. Khi phản hồi của khách hàng cho thấy một số game thủ sẵn sàng mua một máy chơi game 650 đô la Mỹ, SNK đã mở rộng bán hàng và tiếp thị sang thị trường máy chơi game gia đình vào năm 1991.

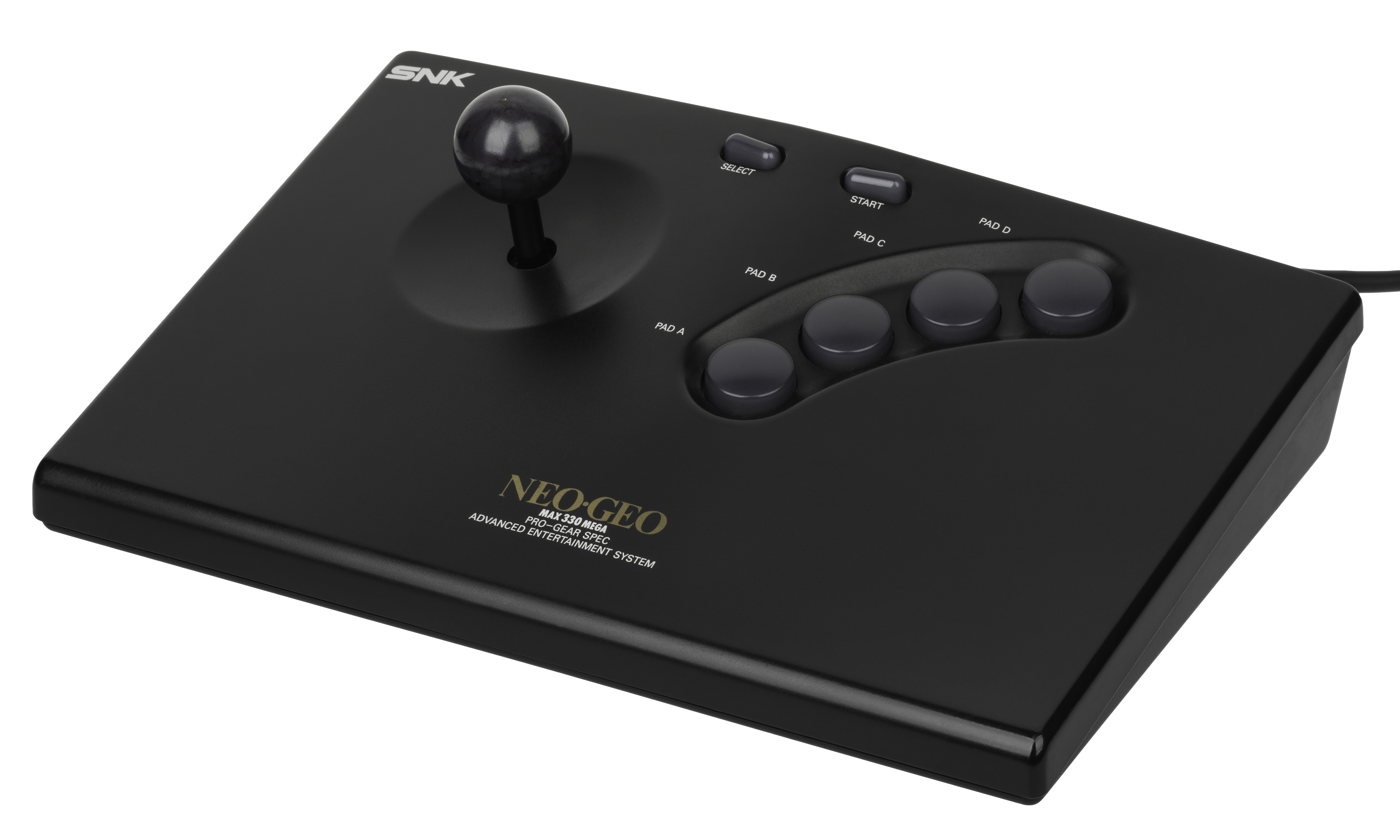
Đi kèm với Neo Geo AES là những chiếc tay cầm to bản, giống như tay cầm của máy thùng arcade.

Neo Geo AES ra đời với mục tiêu tái hiện hoàn hảo chất lượng hình ảnh và âm thanh của hệ máy thùng MVS, vốn là một trong những hệ máy mạnh mẽ nhất thời bấy giờ. So với các máy chơi game gia đình và máy tính cùng thời, Neo Geo AES sở hữu đồ họa và âm thanh vượt trội hơn hẳn. Một điểm đặc biệt của MVS là cho phép người chơi thay đổi băng game để chơi các trò chơi khác nhau, thay vì phải dùng máy thùng chuyên dụng cho từng game.
Ban đầu, Neo Geo định giá 599 đô la Mỹ tại thị trường Mỹ, bao gồm hai tay cầm và một trong hai game: Baseball Stars Professional hoặc NAM-1975. Tuy nhiên, khi chính thức ra mắt, Neo Geo phiên bản Gold System có giá lên đến 649,99 đô la Mỹ (tương đương 139.653 đô la Mỹ năm 2022), kèm theo hai game Magician Lord và Fatal Fury. Ngoài ra còn có phiên bản Silver System giá 399,99 đô la Mỹ, chỉ có một tay cầm và không kèm game. Các game khác được bán với giá từ 200 đô la Mỹ. Mức giá cao ngất ngưởng khiến Neo Geo chỉ tiếp cận được một nhóm nhỏ khách hàng. Bù lại, SNK không tốn thêm chi phí để chuyển đổi game từ MVS sang AES, nhờ đó vẫn thu được lợi nhuận.

### Thời gian tồn tại và kết thúc sản xuất
Vào tháng 1 năm 1991, Romstar đã phát hành một bộ chuyển đổi arcade cho Neo Geo tại Mỹ, cho phép chuyển đổi tủ arcade thành hệ thống Neo Geo. Cùng tháng đó, phiên bản máy chơi game gia đình Neo Geo đã ra mắt Bắc Mỹ tại Hội chợ Điện tử Tiêu dùng (CES). SNK cũng thông báo rằng nhìn chung sẽ có khoảng cách khoảng sáu tháng giữa các bản phát hành arcade và gia đình của trò chơi Neo Geo.
Neo Geo dần mất đi sức hút khi công nghệ đồ họa 3D lên ngôi. Dù vậy, các game Neo Geo vẫn mang lại lợi nhuận cho đến giữa thập niên 90 và hệ máy này là một trong ba cái tên nhận được giải thưởng Kim cương năm 1995 của Hiệp hội Máy giải trí Hoa Kỳ (dựa trên doanh số). Năm 1994, SNK ra mắt máy chơi game gia đình Neo Geo CD. Năm 1997, hãng tiếp tục giới thiệu hệ máy arcade Hyper Neo Geo 64. Tuy nhiên, cả hai hệ máy này đều không thành công và có rất ít game được phát hành.
Dù đã dừng sản xuất máy chơi game vào cuối năm 1997, SNK vẫn tiếp tục làm game cho Neo Geo 2D. Dù đã lỗi thời vào cuối thập kỷ, Neo Geo vẫn đón nhận những tựa game nổi tiếng như The King of Fighters 2002. Game cuối cùng mà SNK phát hành cho Neo Geo là Samurai Shodown V Special (2004), 14 năm sau khi hệ máy này ra đời. Vào ngày 31 tháng 8 năm 2007, SNK đã ngừng cung cấp dịch vụ bảo trì và sửa chữa cho máy chơi game gia đình, máy cầm tay và trò chơi Neo Geo.

## Đón nhận
Ngay khi ra mắt, Neo Geo MVS đã thành công rực rỡ trên toàn cầu, trở thành một trong những máy thùng hái ra tiền tại các thị trường như Bắc Mỹ và Úc năm 1990. Tại Bắc Mỹ, ba game Neo Geo là Art of Fighting, World Heroes và King of the Monsters 2 đã lọt vào top 10 game arcade có doanh thu cao nhất vào tháng 12 năm 1992. Neo Geo MVS cũng nhận được giải thưởng Kim cương từ Hiệp hội Máy giải trí Hoa Kỳ (AAMA) trong hai năm liên tiếp (1992 và 1993) nhờ nằm trong top 4 máy thùng bán chạy nhất nước Mỹ, cùng với Street Fighter II: Champion Edition, Mortal Kombat và Terminator 2. Năm 1994, Neo Geo MVS trở thành bảng mạch in (PCB) arcade bán chạy nhất thế giới.
Neo Geo đã giành được Giải thưởng Đặc biệt tại Gamest Awards 1990. Năm 1991, hệ máy này tiếp tục được vinh danh là "Công nghệ mới sáng tạo nhất" tại lễ trao giải AMOA Awards.
Năm 1993, tạp chí GamePro đã có bài đánh giá tích cực về Neo Geo. Dù chỉ ra một số điểm hạn chế như cấu hình không mạnh bằng 3DO sắp ra mắt và ít game thuộc thể loại khác ngoài game đối kháng, GamePro vẫn dành lời khen cho phần cứng và kho game của Neo Geo. Tạp chí này cũng khuyên những người không đủ tiền mua máy (với giá bán vẫn ở mức 649,99 đô la Mỹ) có thể chơi các game Neo Geo tại các tiệm arcade.

### Di sản
Neo Geo là hệ máy chơi game console tại gia đầu tiên sử dụng thẻ nhớ rời cho phép người chơi lưu lại tiến trình game.
Dịch vụ trò chơi theo yêu cầu GameTap đã bao gồm trình giả lập Neo Geo và một thư viện nhỏ các trò chơi Neo Geo. Năm 2007, Nintendo thông báo rằng các trò chơi Neo Geo sẽ xuất hiện trên Virtual Console của Wii, bắt đầu với Fatal Fury: King of Fighters, Art of Fighting, The King of Fighters '94 và World Heroes. Các trò chơi Neo Geo đã được phát hành thông qua Xbox Live Arcade và PlayStation Network (Đối với PlayStation 3 / PlayStation Network, dịch vụ này được gọi là NEOGEO Station), bao gồm Fatal Fury Special, Samurai Shodown II, Metal Slug 3, Garou: Mark of the Wolves và The King of Fighters '98. Nhiều trò chơi Neo Geo đã được phát hành trên PlayStation 4, Xbox One, Windows và Nintendo Switch thông qua dịch vụ Arcade Archives.
Dù Neo Geo đã ngừng sản xuất, những người yêu thích hệ máy này vẫn tiếp tục phát triển phần mềm cho nó, cả với mục đích phi lợi nhuận lẫn thương mại.
Hiện nay vẫn có nhiều người sưu tầm Neo Geo. Vì số lượng băng game phát hành hạn chế nên một số game Neo Geo hiếm có giá bán lên đến hơn 1.000 đô la. Game đắt nhất là Kizuna Encounter: Super Tag Battle phiên bản AES châu Âu. Các băng game MVS thường có giá rẻ hơn băng game gia đình, trong khi đó các bộ máy arcade hoàn chỉnh lại có giá rất cao. Người chơi có thể dùng bộ chuyển đổi để chơi băng MVS trên máy AES tại nhà.
Năm 2009, trang web game IGN đã xếp Neo Geo ở vị trí thứ 19 trong danh sách 25 máy chơi game console hay nhất mọi thời đại.

## Phần cứng được phục dựng
Từ những năm 2010, SNK đã làm sống lại Neo Geo với nhiều phiên bản mới, tích hợp sẵn các game do chính SNK và các đối tác phát triển.

### Neo Geo X
Năm 2012, TOMMO Inc. ra mắt Neo Geo X, thiết bị được cấp phép chính thức, tích hợp sẵn một số game Neo Geo. Tuy nhiên, do giá bán cao và chất lượng giả lập kém, Neo Geo X không được đón nhận. Ngày 2 tháng 10 năm 2013, SNK Playmore chấm dứt hợp đồng với TOMMO Inc. và yêu cầu dừng phân phối, kinh doanh sản phẩm này.

### Neo Geo Mini

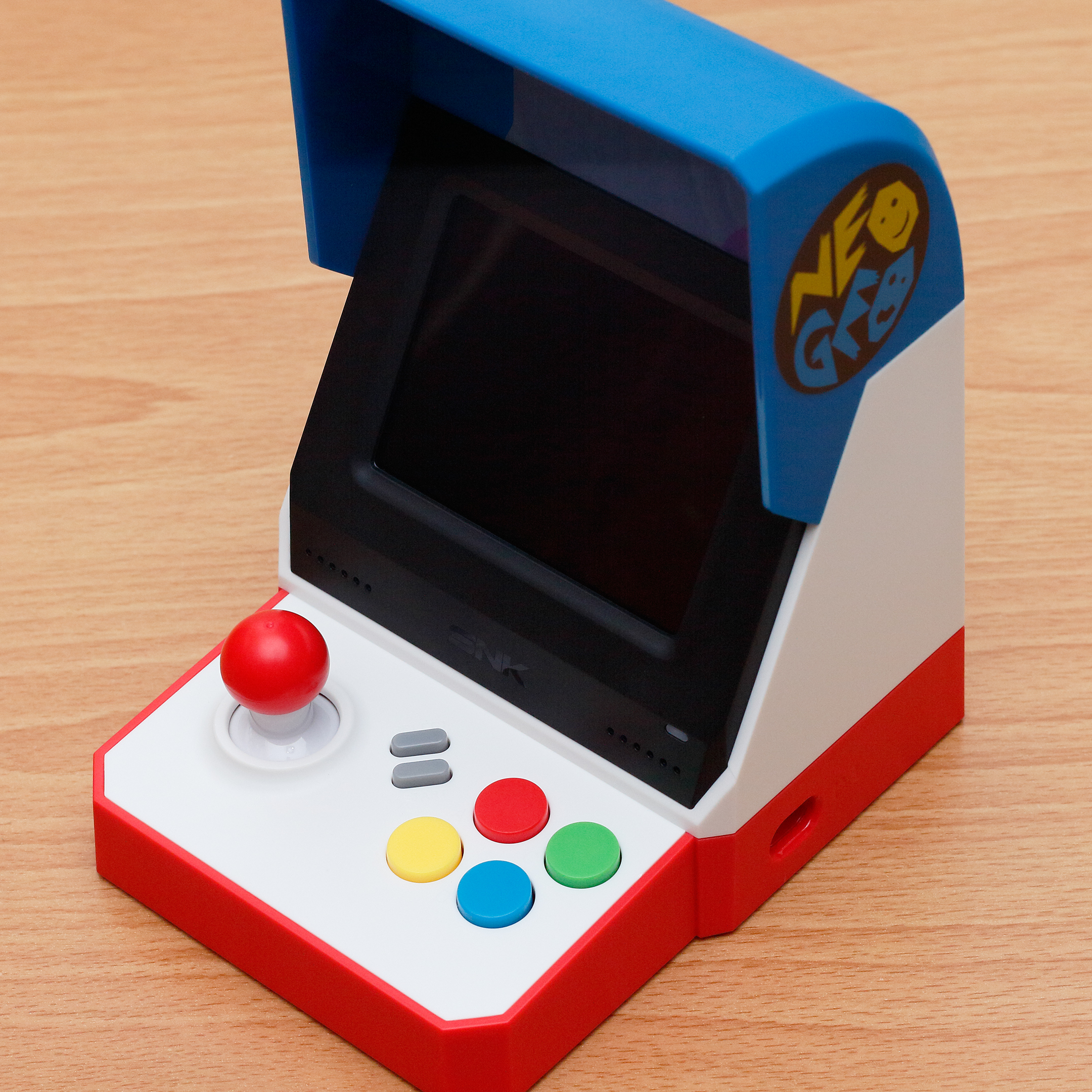
Neo Geo Mini bản Nhật

Ngày 9 tháng 6 năm 2018, SNK giới thiệu Neo Geo Mini, phiên bản thu nhỏ của máy thùng Neo Geo MVS với 40 game được cài đặt sẵn. Neo Geo Mini ra mắt tại Nhật Bản vào ngày 24 tháng 7 năm 2018 nhân dịp kỷ niệm 40 năm thành lập SNK. Các game trên Neo Geo Mini là phiên bản dành cho máy chơi game gia đình AES với số lượt chơi tiếp tục giới hạn. Tuy nhiên, máy hỗ trợ tính năng lưu/tải game, cho phép người chơi lưu tối đa 4 điểm dừng cho mỗi game. Ngoài màn hình 320x224 pixel, Neo Geo Mini có thể kết nối với TV qua cáp HDMI và có hai cổng kết nối tay cầm giống như tay cầm của Neo Geo CD

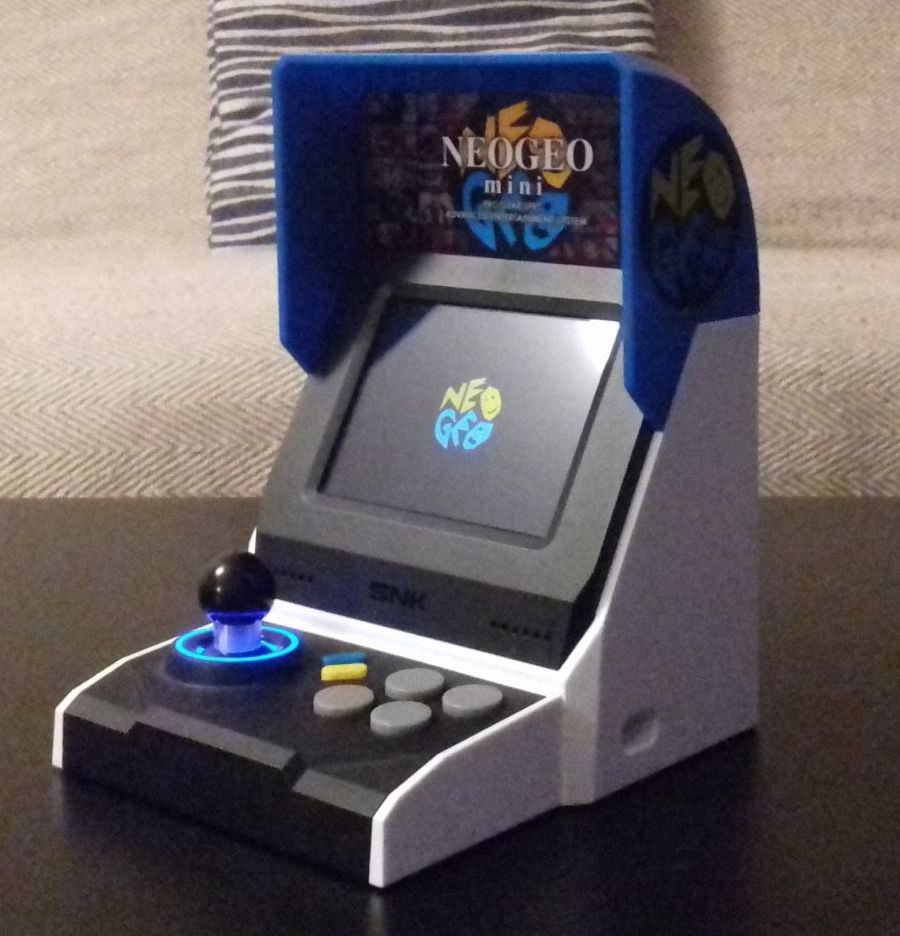
Neo Geo Mini bản quốc tế

Ngoài ra, SNK còn phát hành phiên bản quốc tế của Neo Geo Mini. Phiên bản này ra mắt thị trường quốc tế vào ngày 15 tháng 10 năm 2018 và sau đó được bán tại Nhật Bản vào ngày 15 tháng 11 năm 2018. Phiên bản quốc tế có chức năng tương tự bản Nhật nhưng khác biệt về giao diện và danh sách game. Cụ thể, 14 trong số 40 game có trong máy là khác so với bản Nhật (bao gồm toàn bộ các game Metal Slug). Như vậy, tổng cộng có 54 game SNK khác nhau trong cả hai phiên bản Neo Geo Mini. Ngày 19 tháng 7 năm 2019, SNK thông báo ngừng sản xuất Neo Geo Mini bản gốc và bản quốc tế.
Tháng 12 năm 2018, SNK ra mắt phiên bản Neo Geo Mini giới hạn chủ đề Giáng sinh với 9 game mới. Ngày 27 tháng 6 năm 2019, phiên bản giới hạn "Samurai Shodown" với ba màu trắng, đỏ, xanh được ra mắt, sau đó có thêm phiên bản màu đen. Phiên bản này chứa 40 game, bao gồm toàn bộ các game Samurai Shodown và 3 game mới.  Một phiên bản giới hạn khác, "Samurai Spirits Kuroko" với 48 game, được bán độc quyền tại Nhật Bản vào ngày 30 tháng 9 năm 2019.
| Trò chơi                                | Phiên bản Quốc tế | Phiên bản Nhật Bản | Phiên bản Giáng Sinh | Phiên bản Samurai Shodown | Phiên bản Samurai Spirits Kuroko |
| --------------------------------------- | ----------------- | ------------------ | -------------------- | ------------------------- | -------------------------------- |
| 3 Count Bout                            | Yes               | No                 | No                   | No                        | No                               |
| Aggressors of Dark Kombat               | No                | Yes                | Yes                  | Yes                       | Yes                              |
| Alpha Mission II                        | No                | Yes                | Yes                  | Yes                       | Yes                              |
| Art of Fighting                         | Yes               | Yes                | Yes                  | Yes                       | Yes                              |
| Blazing Star                            | Yes               | Yes                | Yes                  | Yes                       | Yes                              |
| Blue's Journey                          | Yes               | No                 | Yes                  | Yes                       | Yes                              |
| Burning Fight                           | No                | Yes                | Yes                  | Yes                       | Yes                              |
| Crossed Swords                          | Yes               | No                 | No                   | No                        | No                               |
| Cyber-Lip                               | No                | Yes                | Yes                  | Yes                       | Yes                              |
| Fatal Fury: King of Fighters            | No                | No                 | Yes                  | Yes                       | Yes                              |
| Fatal Fury 2                            | No                | No                 | Yes                  | Yes                       | Yes                              |
| Fatal Fury Special                      | Yes               | Yes                | No                   | No                        | No                               |
| Fatal Fury 3: Road to the Final Victory | No                | No                 | Yes                  | No                        | No                               |
| Real Bout Fatal Fury                    | Yes               | Yes                | No                   | No                        | No                               |
| Real Bout Fatal Fury Special            | No                | No                 | Yes                  | Yes                       | Yes                              |
| Real Bout Fatal Fury 2: The Newcomers   | No                | Yes                | Yes                  | Yes                       | Yes                              |
| Garou: Mark of the Wolves               | Yes               | Yes                | Yes                  | Yes                       | Yes                              |
| Football Frenzy                         | Yes               | No                 | No                   | No                        | No                               |
| Ghost Pilots                            | Yes               | No                 | No                   | No                        | No                               |
| The King of Fighters '94                | No                | Yes                | No                   | No                        | No                               |
| The King of Fighters '95                | Yes               | Yes                | No                   | No                        | No                               |
| The King of Fighters '96                | No                | Yes                | No                   | No                        | No                               |
| The King of Fighters '97                | Yes               | Yes                | Yes                  | Yes                       | Yes                              |
| The King of Fighters '98                | Yes               | Yes                | Yes                  | Yes                       | Yes                              |
| The King of Fighters '99                | No                | Yes                | Yes                  | Yes                       | Yes                              |
| The King of Fighters 2000               | Yes               | Yes                | No                   | No                        | No                               |
| The King of Fighters 2001               | No                | Yes                | Yes                  | No                        | Yes                              |
| The King of Fighters 2002               | Yes               | Yes                | Yes                  | No                        | Yes                              |
| The King of Fighters 2003               | No                | Yes                | No                   | No                        | No                               |
| King of the Monsters                    | Yes               | No                 | Yes                  | No                        | Yes                              |
| King of the Monsters 2                  | Yes               | Yes                | Yes                  | Yes                       | Yes                              |
| Kizuna Encounter: Super Tag Battle      | Yes               | Yes                | Yes                  | Yes                       | Yes                              |
| The Last Blade                          | No                | Yes                | No                   | No                        | No                               |
| The Last Blade 2                        | Yes               | Yes                | Yes                  | Yes                       | Yes                              |
| Last Resort                             | Yes               | No                 | No                   | No                        | No                               |
| League Bowling                          | No                | No                 | Yes                  | Yes                       | Yes                              |
| Magician Lord                           | Yes               | No                 | Yes                  | Yes                       | Yes                              |
| Metal Slug (1996)                       | Yes               | Yes                | Yes                  | Yes                       | Yes                              |
| Metal Slug 2                            | Yes               | Yes                | Yes                  | Yes                       | Yes                              |
| Metal Slug X                            | Yes               | No                 | Yes                  | No                        | Yes                              |
| Metal Slug 3                            | Yes               | Yes                | Yes                  | Yes                       | Yes                              |
| Metal Slug 4                            | Yes               | No                 | Yes                  | No                        | Yes                              |
| Metal Slug 5                            | Yes               | No                 | Yes                  | No                        | Yes                              |
| Mutation Nation                         | Yes               | No                 | No                   | No                        | Yes                              |
| Ninja Combat                            | No                | No                 | Yes                  | No                        | No                               |
| Ninja Commando                          | No                | Yes                | Yes                  | Yes                       | Yes                              |
| Ninja Master's                          | Yes               | Yes                | Yes                  | Yes                       | Yes                              |
| Puzzled                                 | Yes               | Yes                | No                   | No                        | No                               |
| Robo Army                               | Yes               | No                 | Yes                  | Yes                       | Yes                              |
| Samurai Shodown (1993)                  | No                | No                 | No                   | Yes                       | Yes                              |
| Samurai Shodown II                      | Yes               | Yes                | Yes                  | Yes                       | Yes                              |
| Samurai Shodown III                     | No                | No                 | No                   | Yes                       | Yes                              |
| Samurai Shodown IV                      | Yes               | Yes                | Yes                  | Yes                       | Yes                              |
| Samurai Shodown V                       | No                | No                 | No                   | Yes                       | Yes                              |
| Samurai Shodown V Special               | Yes               | Yes                | Yes                  | Yes                       | Yes                              |
| Savage Reign                            | No                | No                 | Yes                  | No                        | No                               |
| Sengoku 3                               | Yes               | Yes                | Yes                  | Yes                       | Yes                              |
| Shock Troopers                          | Yes               | No                 | Yes                  | No                        | Yes                              |
| Shock Troopers: 2nd Squad               | Yes               | Yes                | Yes                  | Yes                       | Yes                              |
| Soccer Brawl                            | No                | No                 | Yes                  | Yes                       | Yes                              |
| Super Sidekicks                         | Yes               | Yes                | Yes                  | Yes                       | Yes                              |
| The Super Spy                           | No                | No                 | Yes                  | No                        | No                               |
| Top Hunter: Roddy & Cathy               | No                | Yes                | Yes                  | Yes                       | Yes                              |
| Top Player's Golf                       | Yes               | Yes                | Yes                  | Yes                       | Yes                              |
| Twinkle Star Sprites                    | No                | Yes                | Yes                  | Yes                       | Yes                              |
| World Heroes Perfect                    | Yes               | Yes                | Yes                  | Yes                       | Yes                              |
| Số lượng trò chơi đi kèm                | 40                | 40                 | 48                   | 40                        | 48                               |
| Trò chơi                                | Phiên bản Quốc tế | Phiên bản Nhật Bản | Phiên bản Giáng Sinh | Phiên bản Samurai Shodown | Phiên bản Samurai Spirits Kuroko |

### Neo Geo Arcade Stick Pro
Vào tháng 9 năm 2019, SNK giới thiệu Neo Geo Arcade Stick Pro, một thiết bị giống như cần điều khiển arcade với cần gạt và 8 nút bấm. Thiết bị này có màu trắng, tích hợp 20 game, có cổng HDMI để kết nối với TV và tương thích với các máy Neo Geo Mini thông qua bộ chuyển đổi đi kèm. Người dùng cũng có thể dùng tay cầm của Neo Geo Mini để chơi game trên Arcade Stick Pro. Ban đầu, 20 game được tích hợp sẵn đều thuộc thể loại game đối kháng, nhưng sau đó SNK đã cập nhật thêm nhiều game khác, nâng tổng số lên 40 game.
Vào tháng 11 năm 2020, SNK ra mắt phiên bản giới hạn Neo Geo Arcade Stick Pro chủ đề Giáng sinh. Bộ sản phẩm bao gồm một tay cầm giống tay cầm Neo Geo CD, một nắp đậy cho cần điều khiển, một nắp che cần gạt, một bộ nhãn dán và một cuốn artbook kỷ niệm 30 năm Neo Geo. 40 game có sẵn trong máy đều được mở khóa sẵn.
| Danh sách các trò chơi trên Neo Geo Arcade Stick Pro | Danh sách các trò chơi trên Neo Geo Arcade Stick Pro |
| Trò chơi ban đầu | Các trò chơi bổ sung phát hành trong suốt năm 2020 |
| --- | --- |
| - Art of Fighting - Fatal Fury 3: Road to the Final Victory - Fatal Fury Special - Garou: Mark of the Wolves - The King of Fighters '95 - The King of Fighters '97 - The King of Fighters '98 - The King of Fighters '99 - The King of Fighters 2000 - The King of Fighters 2002 - Kizuna Encounter: Super Tag Battle - The Last Blade 2 - Ninja Master's - Samurai Shodown II - Samurai Shodown III - Samurai Shodown IV - Samurai Shodown V Special - World Heroes 2 - World Heroes 2 Jet - World Heroes Perfect | - Art of Fighting 3: The Path of the Warrior - Fatal Fury 2 - Fatal Fury: King of Fighters - The Last Blade - League Bowling - Metal Slug - Metal Slug 2 - Metal Slug 3 - Metal Slug 4 - Metal Slug 5 - Metal Slug X - Ninja Combat - Real Bout Fatal Fury Special - Samurai Shodown - Savage Reign - Shock Troopers - Shock Troopers: 2nd Squad - Soccer Brawl - Super Sidekicks - The Super Spy |

### Unico
Vào tháng 8 năm 2020, Unico giới thiệu Neo Geo MVSX, máy thùng để bàn có thể chơi các game MVS và AES. Máy có màn hình 17 inch, hỗ trợ 2 người chơi và được cài đặt sẵn 50 game. Người dùng có thể mua thêm chân đế 32 inch để biến máy thành một tủ arcade giống như tủ MVS ngày xưa. Neo Geo MVSX ra mắt tại Bắc Mỹ vào tháng 11 năm 2020.
Vào cuối năm 2023, Unico phát hành thêm một phiên bản Neo Geo Mini khác, mô phỏng theo kiểu dáng tủ arcade MVS. Khách hàng có thể chọn mua máy kèm hoặc không kèm tay cầm màu đỏ do Unico sản xuất (với thiết kế tương tự tay cầm của các máy Neo Geo Mini trước đây) và cáp HDMI.  Neo Geo Mini phiên bản này được cài đặt sẵn 45 game, phần lớn giống với các game trên MVSX, chỉ khác là thiếu 5 game.